# Dungun
Dungun est un district côtier de l'État du Terengganu en Malaisie. Son chef-lieu est Kuala Dungun.
La ville de Kuala Dungun était à l'origine un site d'expolitation du minerai de fer dans les années 1940. Le fer était en fait extrait dans une petite ville de l'île appelée Bukit Besi ("la colline du fer") à l'ouest, alors que Kuala Dungun était un port utilisé pour l'exporter. Kuala Dungun et Bukit Besi étaient connectées par une voie de chemin de fer utilisée par l'industrie de fer mais aussi pour le transport de personnes vers Dungun et ses entreprises.
Cet âge d'or finit à la fin des années 1970. Quand les mines se fermèrent, la compagnie ferroviaire abandonna la région. Bukit Besi est maintenant une plantation d'État financée par le gouvernement, les résidences de Felda Estate et des palmeraies.